# Paarse dovenetel
De paarse dovenetel (Lamium purpureum) is een in West-Europa algemeen voorkomende dovenetel die behoort tot de lipbloemenfamilie (Lamiaceae).
De paarse dovenetel is een 10-30 cm hoge, een- of tweejarige plant die opvalt door de 1-2 cm grote, roze tot paarse bloempjes. Ook de bovenste delen van de duidelijk vierkantige stengel kan paars kleuren. De plant kan bloeien van februari tot eind november.
De hogere stengelbladeren zijn langer dan breed, eirond of ruitvormig en staan in paren kruisgewijs tegenover elkaar. De bladeren zijn behaard. In tegenstelling tot de brandnetel veroorzaakt de dovenetel bij aanraking geen branderig gevoel.
Sommige bloemen blijven gesloten, er is dan sprake van zelfbestuiving.

## Voorkomen
De soort groeit op voedselrijke grond van wegbermen, dijken, akkers, tuinen en stortplaatsen met een voorkeur voor enigszins beschaduwde plaatsen en een vochtige grond.
De plant vormt vaak dicht opeengedrongen groepen waar elke ander vegetatie wordt uitgesloten.

## Ecologie
De nectar is in trek bij de honingbij en bij hommels, zeker begin maart, wanneer de eerste hommel-koninginnen naar buiten komen en zelf een nest gaan zoeken. De zaden worden onder andere door mieren verspreid. Hiernaast is ze de waardplant voor de rupsen van Coleophora lineolea, hennepnetelspanner (Perizoma alchemillata) en Prochoreutis myllerana.

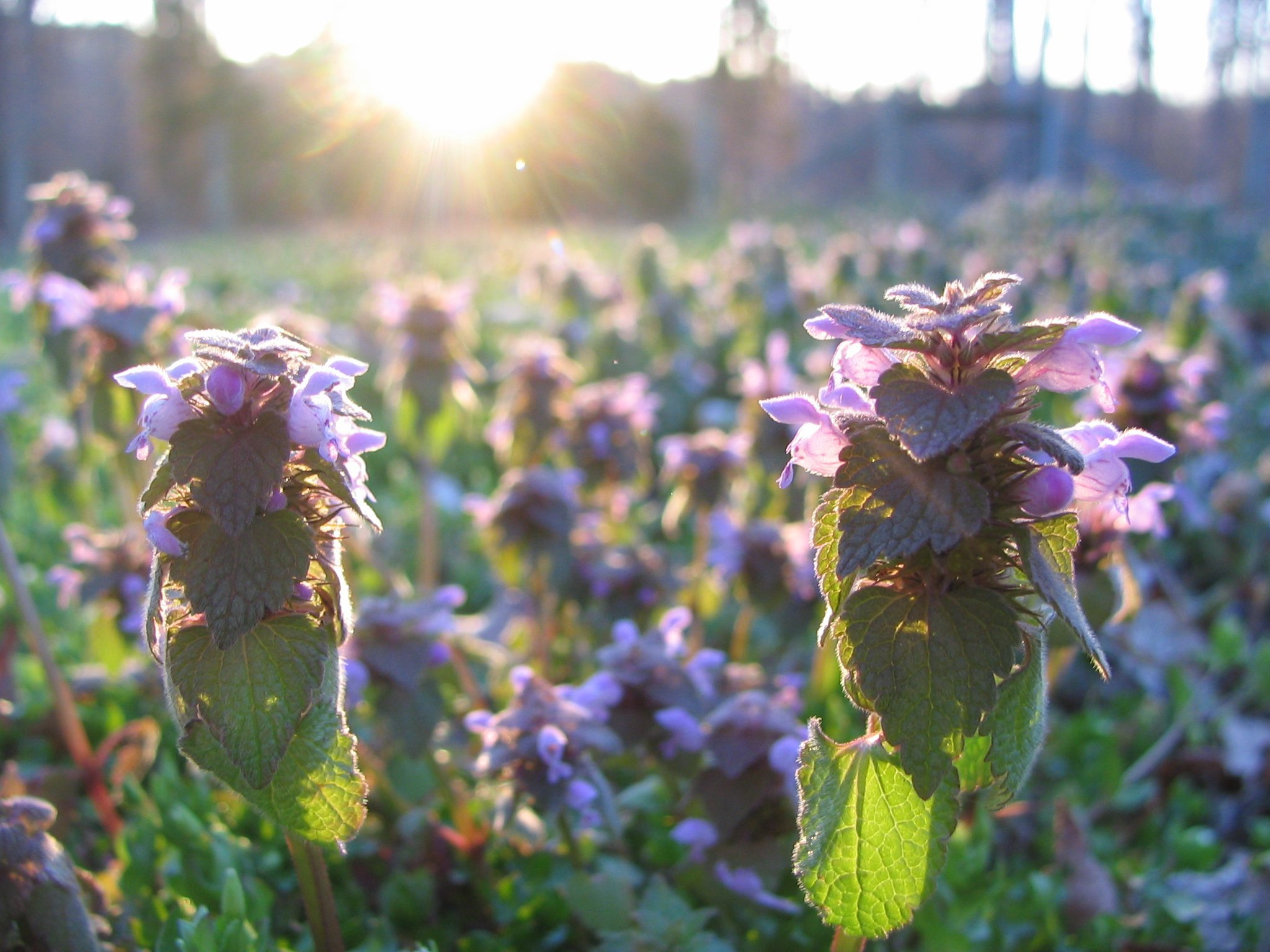
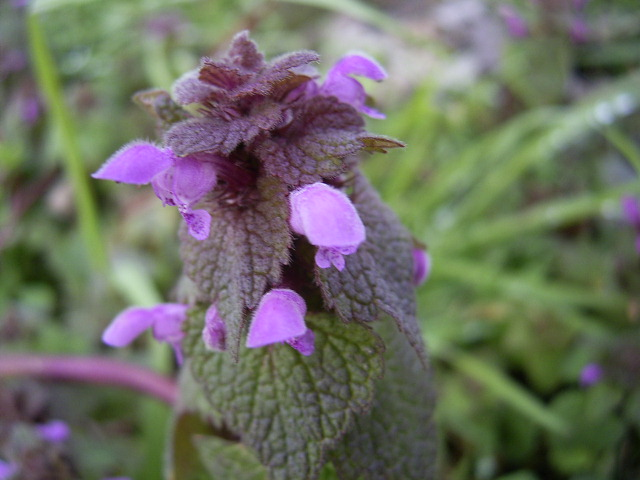
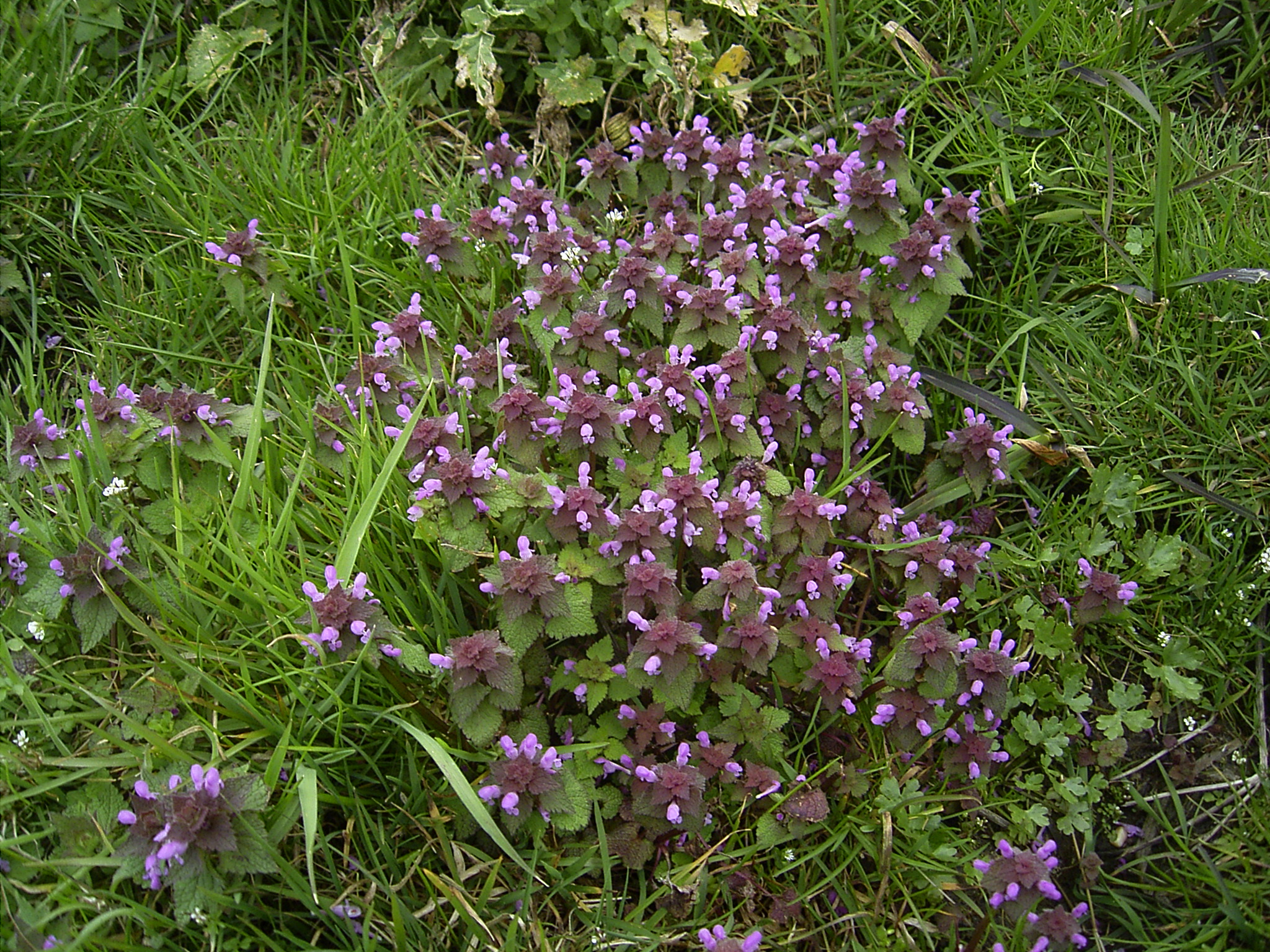
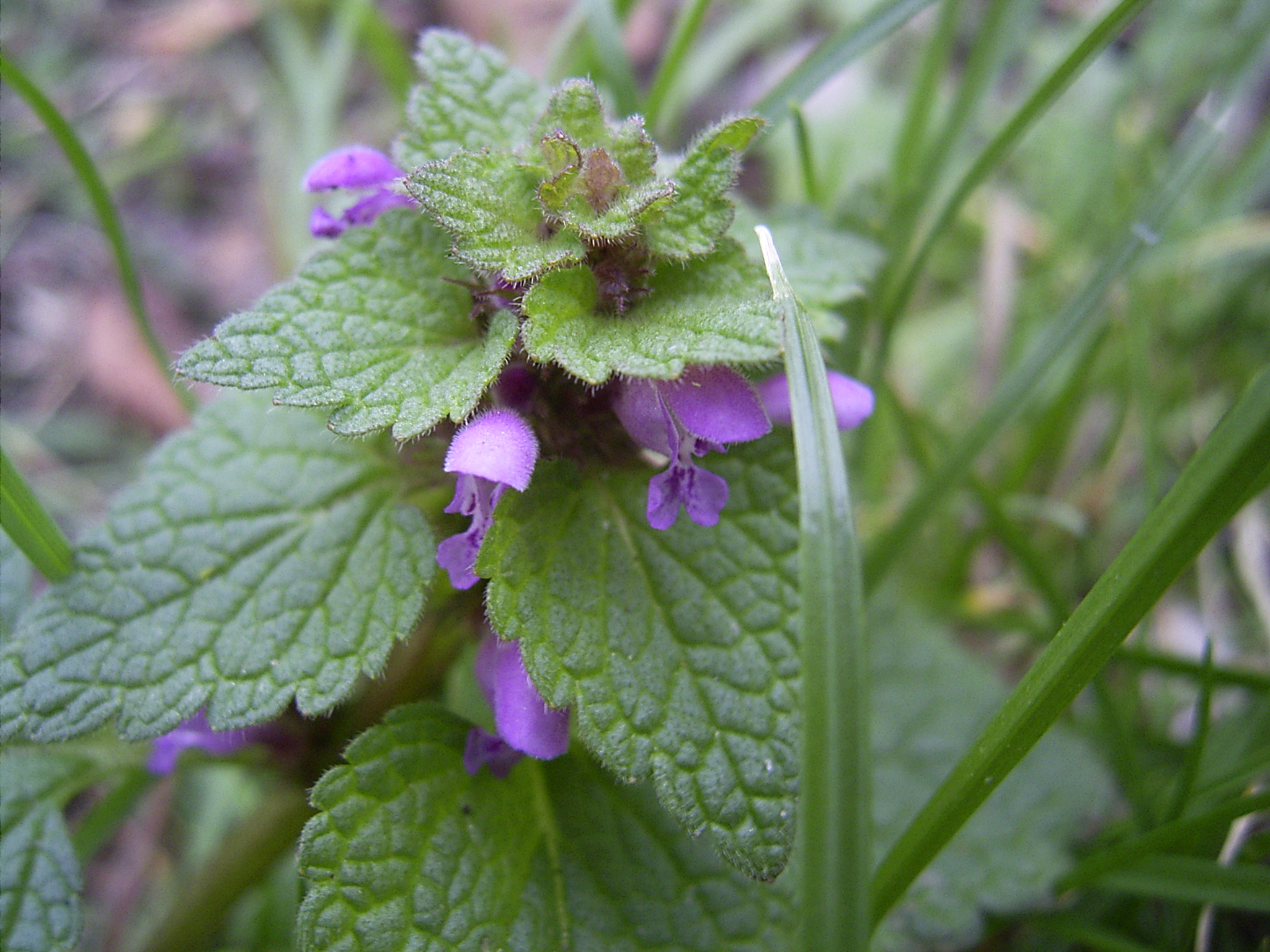
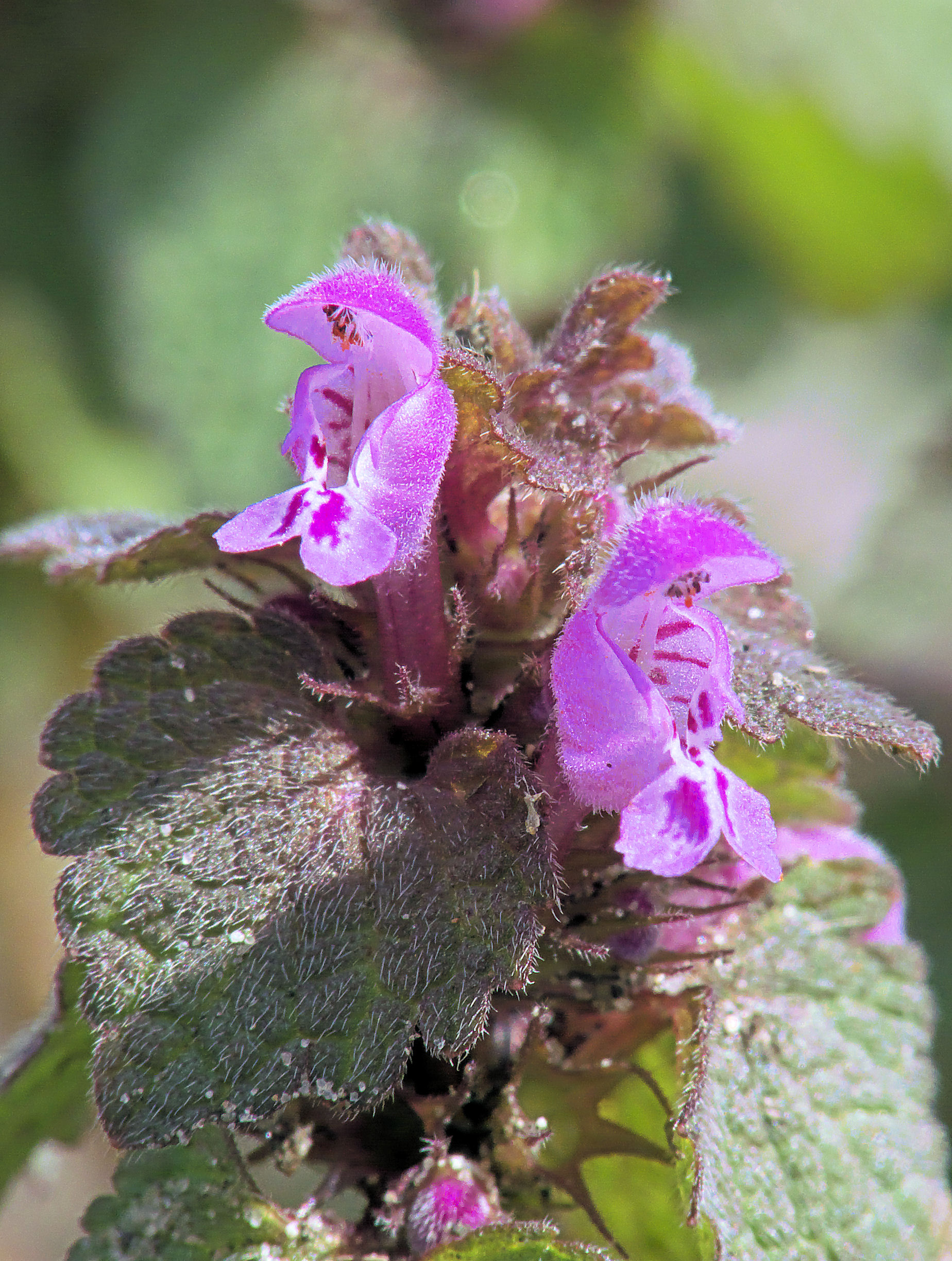
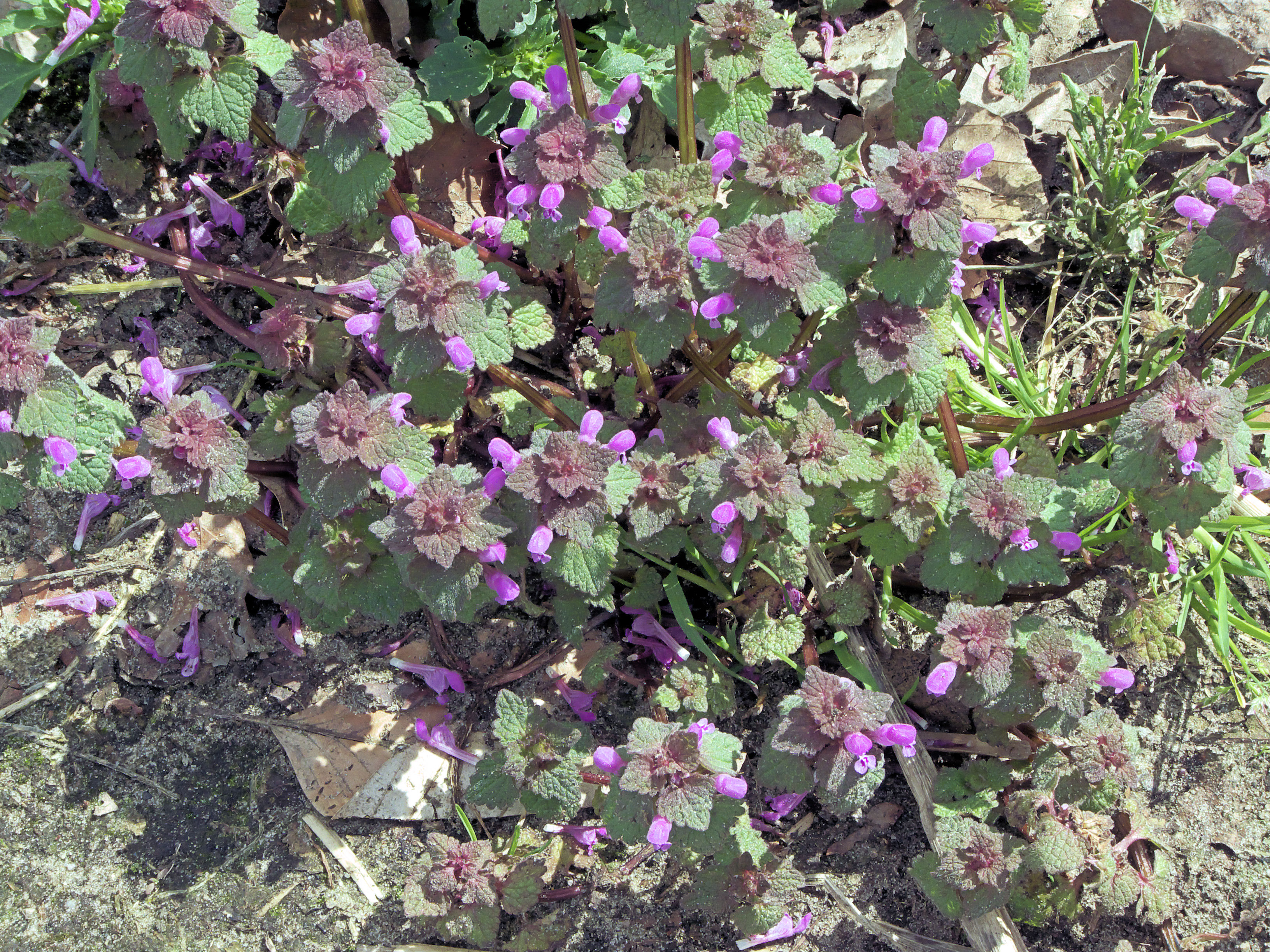